# Tomba Lattaia
La tomba Lattaia è un luogo pieno di reperti antichi, scavo archeologico che si ritrova nei dintorni di Cetona (Siena)

## Scavi e storia
I reperti in essa ritrovati risalgono all'eneolitico, all'età del bronzo e neolitico medio: Fra essi vi sono ceramiche della cultura di Ripoli e di Sasso-Fiorano; il più importante  un diadema ed una laminetta d'oro.